# حلاوة لبنية
اللبنية الحجازية )
هي حلوى هشة و طرية تشتهر بها منطقة المدينة المنورة ومكة المكرمة بالسعودية، تتكون من الحليب والسكر والزبدة.

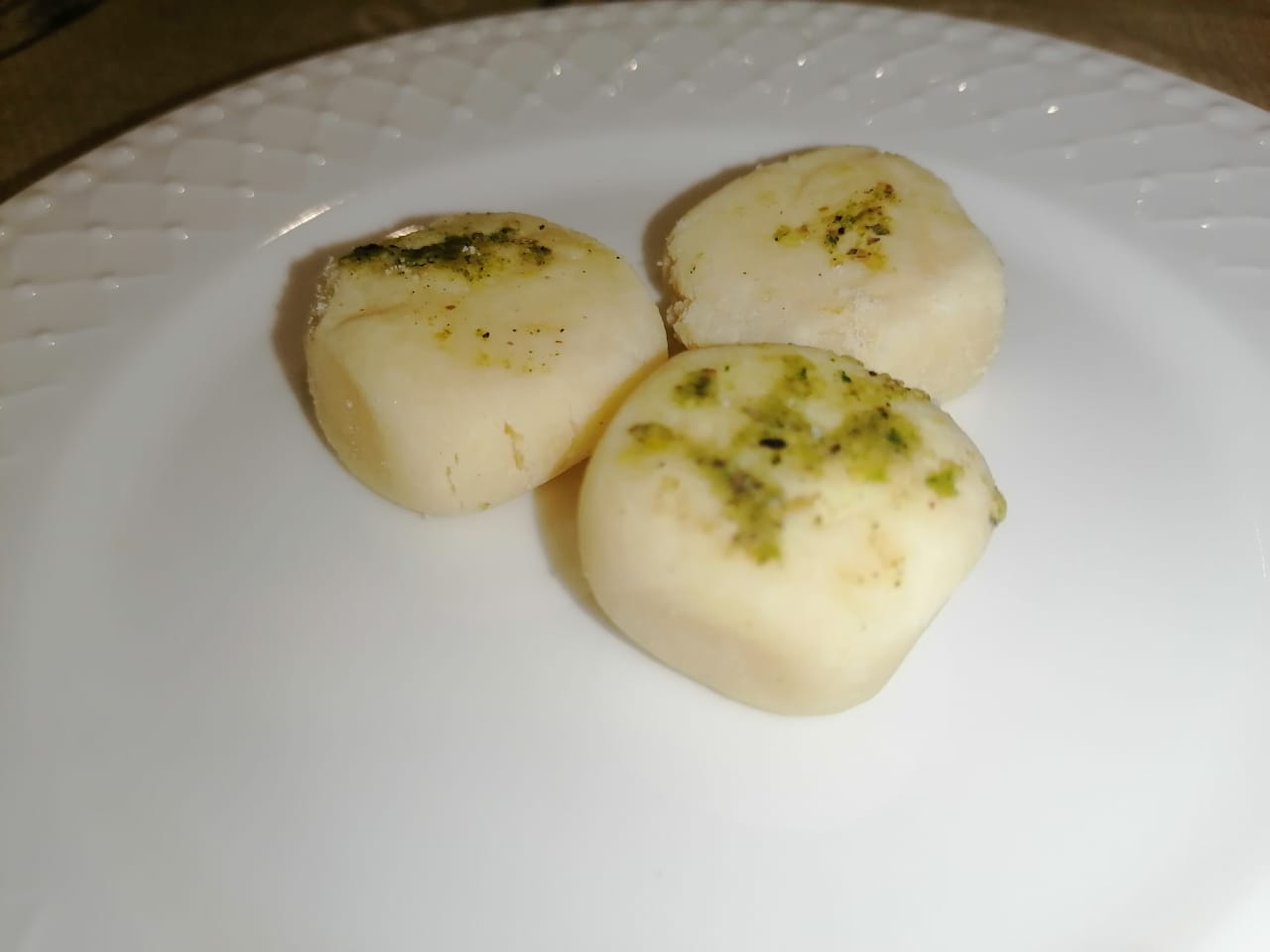
لبنية مدورة

## تاريخ اللبنية
عُرفت اللبنية في منطقة الحجاز منذ آواخر القرن التاسع عشر حيث كان ولا يزال طبق حاضر في كل أفراح وأعياد ومناسبات أهالي الحجاز 

واللبنية تتشابه مع حلوى الفدج الأمريكية الغربية في قوامها ومكوناتها الرئيسية "الحليب والسكر والزبدة" إلا أن الفدج تنحصر نكهاته ما بين الفانيليا والشوكولاته والكراميل وزبدة الفول السوداني بينما اللبنية لها نكهة عربية خاصة ومميزة من مزيج الهيل والفستق والورد الطائفي الحجازي أما حلوى البارفي الفارسية-الهندية Barfi تختلف عن اللبنية في المكونات الرئيسية واللون والنكهة حيث أنها تُصنع بشكل رئيسي من جبنة الخوا الهندية والقشطة والزعفران وتوابل هندية خاصة ويضاف لها المكسرات مثل الكاجو. جميعها حلويات مختلفة ومستقلة عن بعضها لبعض ومما لا شك فيه أن كل حلوى منهم لها طعم ومنشأ وارتباط ثقافي مستقل

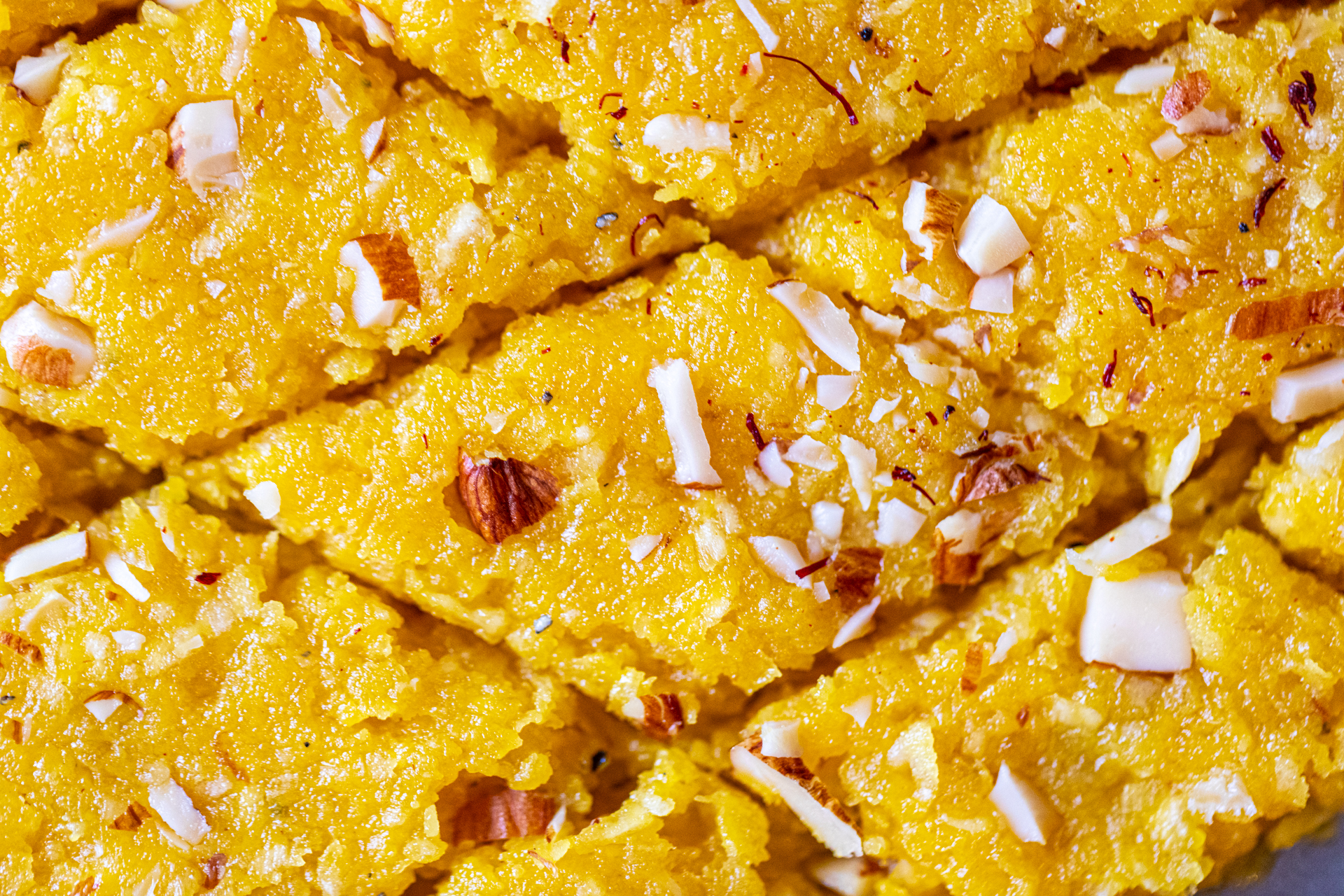
حلوى البارفي
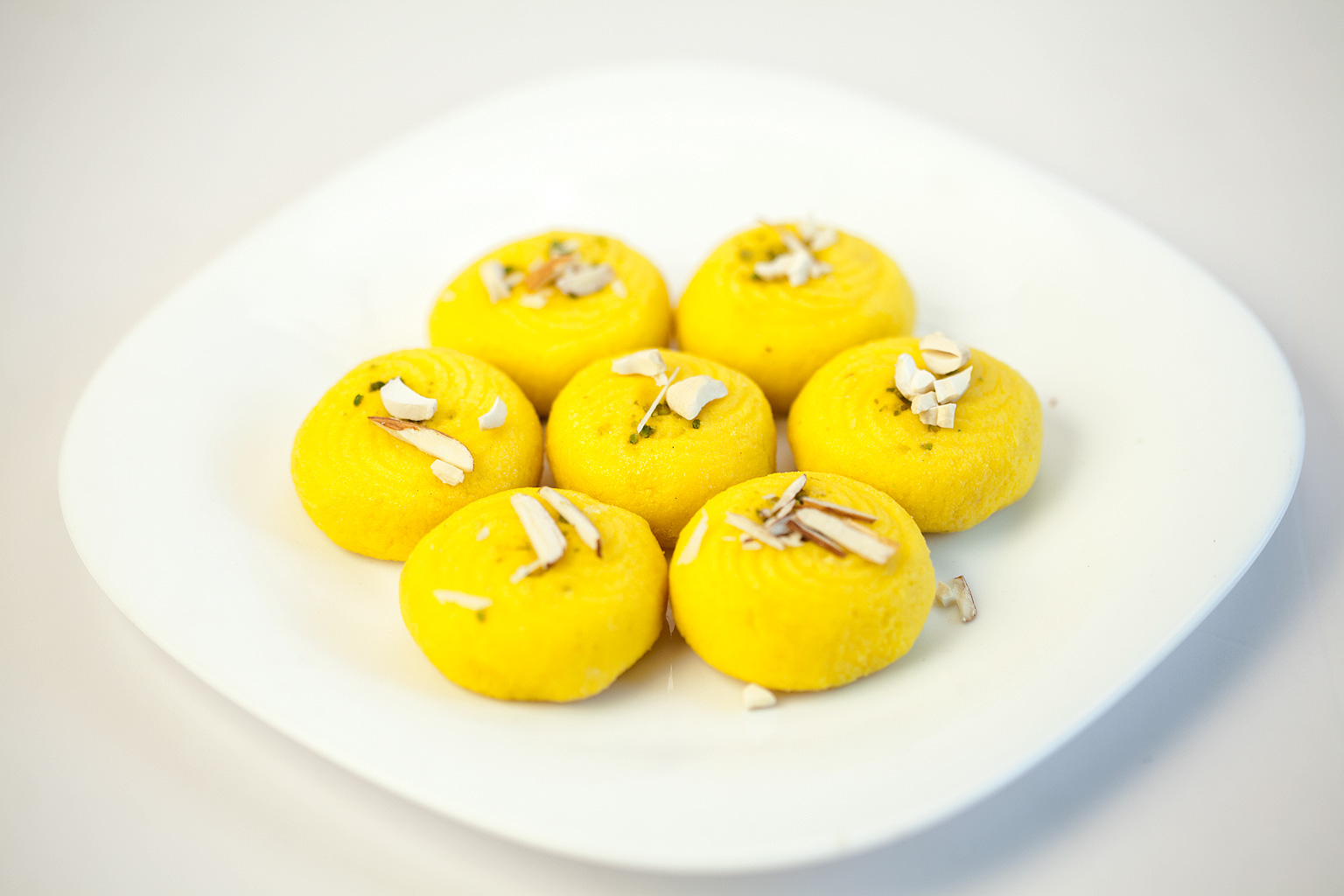
حلوى البيدا
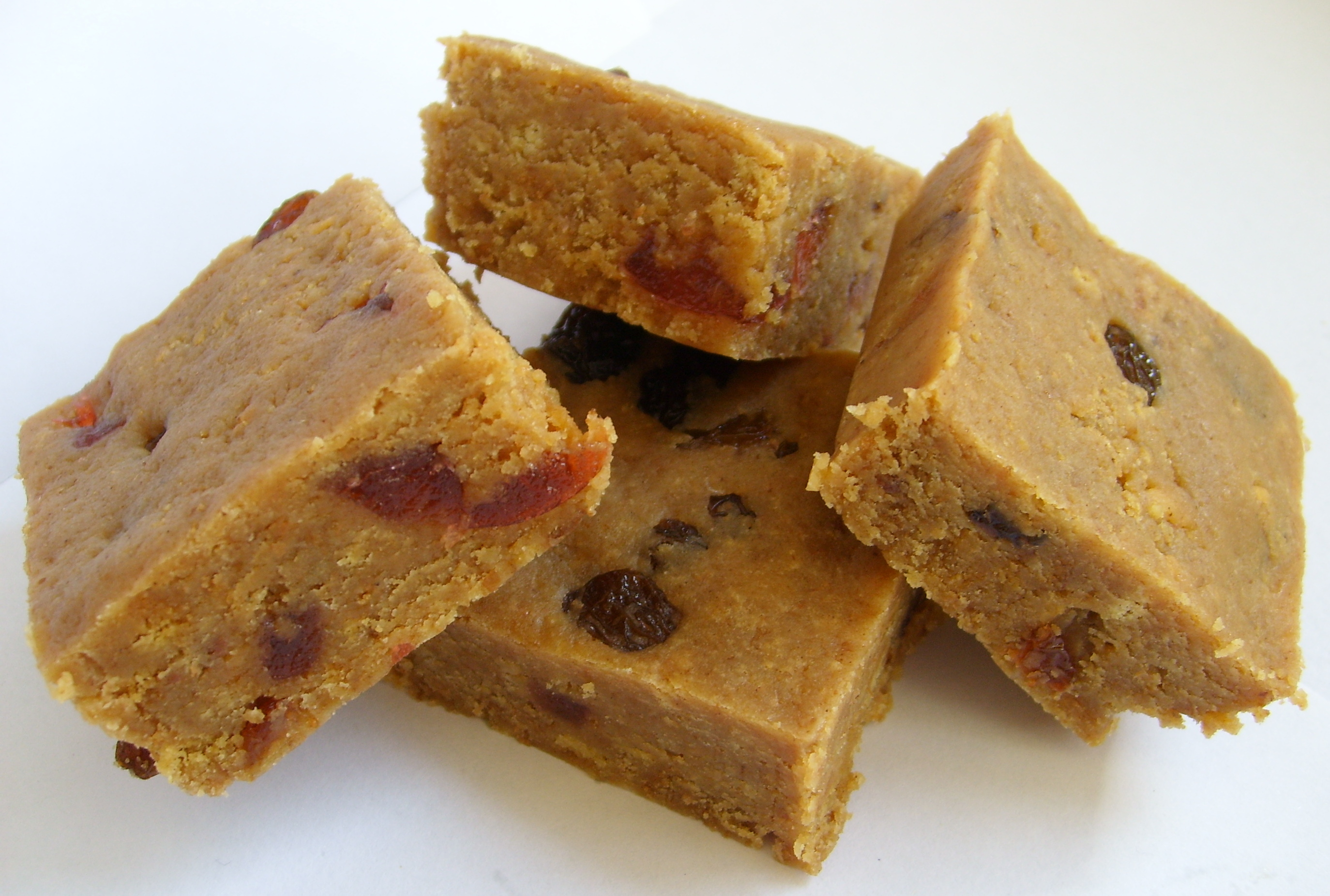
فدج

## المكونات
تتكون في العادة من حليب البودرة والزبدة والسكر والهيل.